# National Inventors Hall of Fame
La National Inventors Hall of Fame (NIHF) è una organizzazione nonprofit che riconosce inventori che detengono un brevetto U.S. di alto profilo tecnologico. Viene fondata nel 1973, per onorare tali soggetti. Accanto alla Hall of Fame, opera un museo a Alexandria (Virginia), e una scuola a Akron (Ohio) e sponsorizza programmi educativi.
Al 2020 sono 603 gli inventori introdotti, viventi e non. Un comitato decide annualmente chi riconoscere.

## Introduzioni
Nella National Inventors Hall of Fame vi sono inventori di secoli passati e attuali. John Fitch è il più lontano nel tempo, nato nel 1743. 
| * | Denota inventore che è stato anche premiato dal Institute of Electrical and Electronics Engineers con la IEEE Medal of Honor. |

| Introduzione | Inventore                   | Nascita | Morte | Invenzione originale o contributo in un determinato settore                                     | NIHF                        |
| ------------ | --------------------------- | ------- | ----- | ----------------------------------------------------------------------------------------------- | --------------------------- |
| 2020         | James Abercrombie           | 1891    | 1975  | Blowout preventer (BOP)                                                                         |                             |
| 1997         | Edward Goodrich Acheson     | 1856    | 1931  | Carborundum                                                                                     |                             |
| 2020         | Stewart Adams               | 1923    | 2019  | Ibuprofene                                                                                      |                             |
| 2018         | Leonard Adleman             | 1945    | —     | RSA (crittografia)                                                                              |                             |
| 2008         | Robert Adler                | 1913    | 2007  | Telecomando                                                                                     |                             |
| 2006         | Herman Affel                | 1893    | 1972  | Cavo coassiale                                                                                  |                             |
| 2014         | Howard Aiken                | 1900    | 1973  | Automatic sequence controlled calculator (Harvard Mark I)                                       |                             |
| 2016         | JD Albert                   | 1975    | —     | Carta elettronica                                                                               |                             |
| 2015         | George Edward Alcorn, Jr.   | 1940    | —     | Spettrofotometria XRF                                                                           |                             |
| 2013         | Samuel W. Alderson          | 1914    | 2005  | Manichino da crash test                                                                         |                             |
| 1983         | Ernst Alexanderson*         | 1878    | 1975  | Alternatore Alexanderson per la radio                                                           |                             |
| 1983         | Andrew Alford               | 1904    | 1992  | VHF omnidirectional range                                                                       |                             |
| 2007         | Samuel Leeds Allen          | 1841    | 1918  | Slitta                                                                                          |                             |
| 1978         | Luis Walter Alvarez         | 1911    | 1988  | Radio distance and direction indicator; camera a bolle a idrogeno                               |                             |
| 2017         | Iver Anderson               | 1953    | —     | Saldatura senza piombo                                                                          |                             |
| 2011         | Mary Anderson               | 1866    | 1953  | Tergicristallo                                                                                  |                             |
| 2020         | R. Rox Anderson             | 1950    | —     | Laser per dermatologia                                                                          |                             |
| 2016         | Roger Angel                 | 1941    | —     | Telescopio                                                                                      |                             |
| 2014         | George Antheil              | 1900    | 1959  | Frequency-hopping spread spectrum                                                               |                             |
| 2011         | Thomas Armat                | 1866    | 1948  | Proiettore cinematografico                                                                      |                             |
| 1980         | Edwin Howard Armstrong*     | 1890    | 1954  | FM radio                                                                                        |                             |
| 2017         | Don Arney                   | 1947    | —     | Benna (contenitore)                                                                             |                             |
| 2014         | Frances Arnold              | 1956    | —     | Evoluzione degli enzimi                                                                         |                             |
| 2019         | Chieko Asakawa              | 1958    | —     | IBM Home Page Reader                                                                            |                             |
| 2013         | Arthur Ashkin               | 1922    | 2020  | Pinzetta ottica                                                                                 |                             |
| 2009         | Mohamed M. Atalla           | 1924    | 2009  | MOSFET transistor, passivazione dei semiconduttori al silicio, ATM PIN Hardware security module |                             |
| 2007         | Alpheus Babcock             | 1785    | 1842  | Telaio pianoforte in ghisa                                                                      |                             |
| 1997         | George Herman Babcock       | 1832    | 1893  | Caldaia a tubi d'acqua                                                                          |                             |
| 2016         | Roger Bacon                 | 1926    | 2007  | Fibra di carbonio                                                                               |                             |
| 1978         | Leo Baekeland               | 1863    | 1944  | Bachelite                                                                                       |                             |
| 2019         | John Baer                   | 1917    | 2003  | Diuretici tiazidici                                                                             |                             |
| 2010         | Ralph Baer                  | 1922    | 2014  | Console (videogiochi)                                                                           |                             |
| 2002         | Rodney Bagley               | 1934    | —     | Substrato per convertitore catalitico                                                           |                             |
| 2005         | Matthias W. Baldwin         | 1795    | 1866  | Locomotiva a vapore                                                                             |                             |
| 2016         | Bantval Jayant Baliga       | 1948    | —     | Transistor bipolare a gate isolato (IGBT)                                                       |                             |
| 2001         | Robert Banks                | 1921    | 1989  | Polipropilene                                                                                   |                             |
| 2004         | Frederick Banting           | 1891    | 1941  | Insulina purificata                                                                             |                             |
| 2007         | Paul Baran                  | 1926    | 2011  | Commutazione di pacchetto                                                                       |                             |
| 1974         | John Bardeen*               | 1908    | 1991  | Transistor                                                                                      |                             |
| 2005         | C. Donald Bateman           | 1932    | —     | Ground proximity warning system                                                                 |                             |
| 2006         | Andrew Jackson Beard        | 1849    | 1921  | Accoppiamento Janney migliorato nelle ferrovie                                                  |                             |
| 1987         | Arnold Orville Beckman      | 1900    | 2004  | piaccametro                                                                                     |                             |
| 1998         | Semi Joseph Begun           | 1905    | 1995  | Registrazione magnetica                                                                         |                             |
| 1974         | Alexander Graham Bell       | 1847    | 1922  | Telefono                                                                                        |                             |
| 2008         | Ruth R. Benerito            | 1916    | 2013  | Cotone senza pieghe                                                                             |                             |
| 1991         | Willard Harrison Bennett    | 1903    | 1987  | Spettrometro di massa                                                                           |                             |
| 2020         | Evelyn Berezin              | 1925    | 2018  | Business computing                                                                              |                             |
| 1994         | Emile Berliner              | 1851    | 1929  | Fonografo e microfono                                                                           |                             |
| 2017         | Carolyn Bertozzi            | 1966    | —     | Chimica bioortogonale                                                                           |                             |
| 2002         | Henry Bessemer              | 1813    | 1898  | Processo Bessemer                                                                               |                             |
| 2004         | Charles Herbert Best        | 1899    | 1978  | Isolamento dell'insulina                                                                        |                             |
| 2019         | Karl H. Beyer Jr.           | 1914    | 1996  | Tiazide                                                                                         |                             |
| 2006         | Erastus Brigham Bigelow     | 1814    | 1879  | Telaio tessile a motore                                                                         |                             |
| 2011         | Edwin Binney                | 1866    | 1934  | Lavorazione del Carbone                                                                         |                             |
| 1994         | Gerd Binnig                 | 1947    | —     | Microscopio a effetto tunnel                                                                    |                             |
| 1995         | Forrest Bird                | 1921    | 2015  | Respiratore/Ventilatore                                                                         |                             |
| 2013         | John Birden                 | 1918    | 2011  | Generatore termoelettrico a radioisotopi                                                        |                             |
| 2005         | Clarence Birdseye           | 1886    | 1956  | Congelamento del cibo                                                                           |                             |
| 2007         | László Bíró                 | 1899    | 1985  | Penna a sfera                                                                                   |                             |
| 2013         | Donald Bitzer               | 1934    | —     | Display al plasma                                                                               |                             |
| 1981         | Harold Stephen Black        | 1898    | 1983  | Amplificatore a feedback negativo                                                               |                             |
| 2019         | S. Duncan Black             | 1883    | 1951  | Trapano elettrico portatile                                                                     |                             |
| 2007         | Eli Whitney Blake           | 1795    | 1886  | Trituratore rocce                                                                               |                             |
| 2006         | Helen Blanchard             | 1840    | 1922  | Innovazioni nella macchina per cucire                                                           |                             |
| 2006         | Thomas Blanchard            | 1788    | 1864  | Tornio pattern                                                                                  |                             |
| 2020         | Sylvia Blankenship          | 1954    | —     | 1-metilciclopropene (1-MCP)                                                                     |                             |
| 2007         | Katharine Burr Blodgett     | 1898    | 1979  | Film di Langmuir-Blodgett                                                                       |                             |
| 2002         | Samuel E. Blum              | 1920    | 2013  | LASIK                                                                                           |                             |
| 1993         | Baruch Samuel Blumberg      | 1925    | 2011  | Vaccino per l'epatite B                                                                         |                             |
| 2007         | James Bogardus              | 1800    | 1874  | Costruzioni in ghisa                                                                            |                             |
| 2002         | Nils Bohlin                 | 1920    | 2002  | Cintura di sicurezza                                                                            |                             |
| 2020         | Dana Bookbinder             | 1956    | —     | Fibra ottica non sensibile alla piega                                                           |                             |
| 2006         | Gail Borden                 | 1801    | 1874  | Latte condensato                                                                                |                             |
| 2006         | Carl Bosch                  | 1874    | 1940  | Processo Haber-Bosch                                                                            |                             |
| 2008         | Amar Bose                   | 1929    | 2013  | Audio feedback                                                                                  |                             |
| 1997         | Robert W. Bower             | 1936    | —     | Self-aligned gate MOSFET transistor                                                             |                             |
| 2014         | Bill Bowerman               | 1911    | 1999  | scarpa da ginnastica                                                                            |                             |
| 2006         | Seth Boyden                 | 1788    | 1870  | Acciaio malleabile                                                                              |                             |
| 2001         | Herbert Boyer               | 1936    | —     | Ingegneria genetica                                                                             |                             |
| 2014         | Otis Boykin                 | 1920    | 1982  | Resistenza elettrica                                                                            |                             |
| 2006         | Willard Boyle               | 1924    | 2011  | Charge-coupled device                                                                           |                             |
| 2006         | Milton Bradley              | 1836    | 1911  | Gioco da tavolo                                                                                 |                             |
| 2006         | Jacques E. Brandenberger    | 1872    | 1954  | Cellophane                                                                                      |                             |
| 2016         | Per-Ingvar Brånemark        | 1929    | 2014  | Impianto dentale                                                                                |                             |
| 1992         | Charles F. Brannock         | 1903    | 1992  | Dispositivo Brannock per misurazione del piede                                                  |                             |
| 1974         | Walter Houser Brattain      | 1902    | 1987  | Transistor                                                                                      |                             |
| 2010         | Yvonne Brill                | 1924    | 2013  | Monopropellente per veicoli spaziali                                                            |                             |
| 2013         | Garrett Brown               | 1942    | —     | Stabilizzatore per Steadicam                                                                    |                             |
| 1994         | Rachel Fuller Brown         | 1898    | 1980  | Nistatina                                                                                       |                             |
| 2007         | John Browning               | 1855    | 1926  | Fucile a retrocarica                                                                            |                             |
| 2006         | Charles F. Brush            | 1849    | 1929  | Lampada ad arco                                                                                 |                             |
| 2020         | Edward W. Bullard           | 1893    | 1963  | Casco protettivo                                                                                |                             |
| 2010         | Francis P. Bundy            | 1910    | 2008  | Diamante sintetico                                                                              |                             |
| 1986         | Luther Burbank              | 1849    | 1926  | Coltura di piante selettiva                                                                     |                             |
| 1995         | Joseph H. Burckhalter       | 1912    | 2004  | Isotiocianati                                                                                   |                             |
| 2015         | John F. Burke               | 1922    | 2011  | Pelle artificiale                                                                               |                             |
| 1987         | William Seward Burroughs I  | 1857    | 1898  | Calcolatrice                                                                                    |                             |
| 1984         | William Merriam Burton      | 1865    | 1954  | Fluid catalytic cracking                                                                        |                             |
| 2004         | Vannevar Bush               | 1890    | 1974  | Analizzatore differenziale                                                                      |                             |
| 2006         | Edward A. Calahan           | 1838    | 1912  | Stock Ticker                                                                                    |                             |
| 2020         | Harry Cameron               | 1872    | 1928  | Blowout preventer (BOP)                                                                         |                             |
| 1999         | Donald L. Campbell          | 1904    | 2002  | Fluid catalytic cracking                                                                        |                             |
| 2011         | George Ashley Campbell      | 1870    | 1954  | Pupinizzazione                                                                                  |                             |
| 1985         | Marvin Camras               | 1916    | 1995  | Registrazione magnetica                                                                         |                             |
| 1981         | Chester Carlson             | 1906    | 1968  | Stampa xerografica                                                                              |                             |
| 1984         | Wallace Carothers           | 1896    | 1937  | Gomma sintetica, Nylon                                                                          |                             |
| 1985         | Willis Carrier              | 1876    | 1950  | Condizionatore                                                                                  |                             |
| 2003         | George Robert Carruthers    | 1939    | —     | Camera raggi ultravioletti                                                                      |                             |
| 2018         | Marvin H. Caruthers         | 1940    | —     | Sintesi del DNA                                                                                 |                             |
| 1990         | George Washington Carver    | 1864    | 1943  | Prodotti con arachidi                                                                           |                             |
| 2003         | Frank Cepollina             | 1936    | —     | Telecomunicazioni satellitari                                                                   |                             |
| 2006         | Vint Cerf                   | 1943    | —     | Transmission Control Protocol/Internet Protocol (TCP/IP)                                        |                             |
| 2008         | Daryl Chapin                | 1906    | 1995  | Cella solare al silicio                                                                         |                             |
| 2007         | Emmett Chappelle            | 1925    | 2019  | Bioluminescenza                                                                                 |                             |
| 2008         | John Charnley               | 1911    | 1982  | Protesi dell'anca                                                                               |                             |
| 2015         | Mary-Dell Chilton           | 1939    | —     | Pianta transgenica                                                                              |                             |
| 2009         | Alfred Y. Cho*              | 1937    | —     | Epitassia da fasci molecolari                                                                   |                             |
| 2015         | Edith Clarke                | 1883    | 1959  | Calcolatore grafico                                                                             |                             |
| 2007         | Georges Claude              | 1870    | 1960  | Luce al neon                                                                                    |                             |
| 2006         | Josephine Cochrane          | 1839    | 1913  | Lavastoviglie                                                                                   |                             |
| 2001         | Stanley Norman Cohen        | 1935    | —     | Ingegneria genetica                                                                             |                             |
| 2004         | James Collip                | 1892    | 1965  | Isolamento e purificazione dell'insulina                                                        |                             |
| 2006         | Samuel Colt                 | 1814    | 1862  | Revolver Colt                                                                                   |                             |
| 1988         | Frank B. Colton             | 1923    | 2003  | Pillola anticoncezionale                                                                        |                             |
| 2016         | Barrett Comiskey            | 1975    | —     | Carta elettronica                                                                               |                             |
| 1992         | Lloyd Conover               | 1923    | 2017  | Tetraciclina                                                                                    |                             |
| 1975         | William D. Coolidge         | 1873    | 1975  | Tubo radiogeno                                                                                  |                             |
| 2006         | Peter Cooper                | 1791    | 1883  | Locomotiva a vapore                                                                             |                             |
| 2004         | Harry Coover                | 1917    | 2011  | Supercolla                                                                                      |                             |
| 2006         | George Henry Corliss        | 1817    | 1888  | Miglioramento al motore a vapore                                                                |                             |
| 2006         | Martha Coston               | 1826    | 1904  | Bengala (razzo) uso navale                                                                      |                             |
| 1992         | Frederick Gardner Cottrell  | 1877    | 1948  | Precipitatore elettrostatico                                                                    |                             |
| 2004         | Wallace H. Coulter          | 1913    | 1998  | Principio Coulter                                                                               |                             |
| 2010         | Jacques Cousteau            | 1910    | 1997  | Aqua-lung                                                                                       |                             |
| 2007         | Joshua Lionel Cowen         | 1877    | 1965  | Treno giocattolo                                                                                |                             |
| 2006         | Eckley Coxe                 | 1839    | 1895  | Grate firing                                                                                    |                             |
| 1997         | Seymour Cray                | 1925    | 1996  | Supercomputer                                                                                   |                             |
| 2007         | George Crompton             | 1829    | 1886  | Telaio (tessitura)                                                                              |                             |
| 2014         | David Crosthwait            | 1898    | 1976  | Sistemi di riscaldamento e ventilazione                                                         |                             |
| 2003         | Glenn Curtiss               | 1878    | 1930  | Idroplano                                                                                       |                             |
| 2007         | David Cushman               | 1939    | 2000  | Captopril                                                                                       |                             |
| 2020         | Raffaelo D'Andrea           | 1967    | —     | Robot mobile per logistica                                                                      |                             |
| 2006         | Gottlieb Daimler            | 1834    | 1900  | Invenzione del motore d'auto e della motocicletta                                               |                             |
| 1989         | Raymond Vahan Damadian      | 1936    | —     | Magnetic resonance imaging (MRI)                                                                |                             |
| 2013         | John Daugman                | 1954    | —     | Riconoscimento dell'iride                                                                       |                             |
| 2007         | Donald Davies               | 1924    | 2000  | Digital packet switching                                                                        |                             |
| 1977         | Lee De Forest*              | 1873    | 1961  | Audion amplifier tube                                                                           |                             |
| 1999         | George de Mestral           | 1907    | 1990  | Velcro                                                                                          |                             |
| 1997         | Mark Dean                   | 1957    | —     | Periferica per computer                                                                         |                             |
| 2019         | Alonzo G. Decker Jr.        | 1884    | 1956  | Trapano elettrico portatile                                                                     |                             |
| 1989         | John Deere                  | 1804    | 1886  | Aratro                                                                                          |                             |
| 1997         | Robert H. Dennard*          | 1932    | —     | Dynamic random access memory (DRAM)                                                             |                             |
| 2011         | George Devol                | 1912    | 2011  | Robot industriale                                                                               |                             |
| 2011         | Albert Dick                 | 1856    | 1934  | Fotocopiatrice                                                                                  |                             |
| 2017         | Earle Dickson               | 1892    | 1961  | Cerotto                                                                                         |                             |
| 1976         | Rudolf Diesel               | 1858    | 1913  | Motore Diesel                                                                                   |                             |
| 2011         | Whitfield Diffie            | 1944    | —     | Crittografia asimmetrica                                                                        |                             |
| 2014         | Richard DiMarchi            | 1952    | —     | Insulina lispro                                                                                 |                             |
| 2000         | Walt Disney                 | 1901    | 1966  | Cinepresa multipiano                                                                            |                             |
| 1978         | Carl Djerassi               | 1923    | 2015  | Pillola anticoncezionale                                                                        |                             |
| 2004         | Ray Dolby                   | 1933    | 2013  | Sistema di riduzione rumore Dolby                                                               |                             |
| 2015         | Marion Donovan              | 1917    | 1998  | Pannolino impermeabile                                                                          |                             |
| 1983         | Herbert Henry Dow           | 1866    | 1930  | Bromina                                                                                         |                             |
| 1981         | Charles Stark Draper        | 1901    | 1987  | Giroscopio                                                                                      |                             |
| 2014         | Mildred Dresselhaus         | 1930    | 2017  | Struttura cristallina                                                                           |                             |
| 2015         | Charles R. Drew             | 1904    | 1950  | Ago chirurgico                                                                                  |                             |
| 2007         | Richard Gurley Drew         | 1899    | 1980  | Nastro adesivo                                                                                  |                             |
| 2007         | Philip Drinker              | 1894    | 1972  | Polmone d'acciaio                                                                               |                             |
| 2006         | John Boyd Dunlop            | 1840    | 1921  | Pneumatico                                                                                      |                             |
| 1990         | Graham J. Durant            | 1934    | 2009  | Cimetidina                                                                                      |                             |
| 2014         | Benjamin Durfee             | 1897    | 1980  | Automatic sequence controlled calculator (Harvard Mark I)                                       |                             |
| 1977         | George Eastman              | 1854    | 1932  | Pellicola fotografica                                                                           |                             |
| 2010         | Roger L. Easton             | 1921    | 2014  | TIMATION satellite navigation system                                                            |                             |
| 2002         | John Presper Eckert         | 1919    | 1995  | ENIAC                                                                                           |                             |
| 1986         | Harold Eugene Edgerton      | 1903    | 1990  | Stroboscopia                                                                                    |                             |
| 1973         | Thomas Edison               | 1847    | 1931  | Lampadina, cinematografia, fonografo                                                            |                             |
| 2007         | Alfred Einhorn              | 1856    | 1917  | Novocaina                                                                                       |                             |
| 2008         | Willem Einthoven            | 1860    | 1927  | Elettrocardiogramma                                                                             |                             |
| 1991         | Gertrude B. Elion           | 1918    | 1999  | Anti leucemia                                                                                   |                             |
| 2011         | Carleton Ellis              | 1876    | 1941  | Margarina                                                                                       |                             |
| 1990         | John Colin Emmett           | 1939    | —     | Cimetidina                                                                                      |                             |
| 2012         | Akira Endo                  | 1933    | —     | Mevastatina                                                                                     |                             |
| 1998         | Douglas Engelbart           | 1925    | 2013  | Mouse                                                                                           |                             |
| 1993         | John Ericsson               | 1803    | 1889  | Elica a vite                                                                                    |                             |
| 2006         | Lloyd Espenschied*          | 1889    | 1986  | Cavo coassiale                                                                                  |                             |
| 2001         | Oliver Evans                | 1755    | 1819  | Motore a vapore ad alta pressione                                                               |                             |
| 2007         | Ole Evinrude                | 1877    | 1934  | Motore fuoribordo                                                                               |                             |
| 2003         | Maxime Faget                | 1921    | 2004  | Capsula spaziale                                                                                |                             |
| 1996         | Federico Faggin             | 1941    | —     | Contributi al microprocessore                                                                   |                             |
| 2006         | Moses G. Farmer             | 1820    | 1893  | Impianto antincendio                                                                            |                             |
| 1984         | Philo Farnsworth            | 1906    | 1971  | Televisore                                                                                      |                             |
| 1998         | James Fergason              | 1934    | 2008  | Display a cristalli liquidi                                                                     |                             |
| 1976         | Enrico Fermi                | 1901    | 1954  | Contributi alla fissione nucleare                                                               |                             |
| 2000         | Reginald Fessenden*         | 1866    | 1932  | AM radio                                                                                        |                             |
| 2006         | Harvey Samuel Firestone     | 1868    | 1938  | Pneumatico                                                                                      |                             |
| 2006         | John Fitch                  | 1743    | 1798  | Nave a vapore                                                                                   |                             |
| 2004         | Edith M. Flanigen           | 1929    | —     | Setacci molecolari                                                                              |                             |
| 2013         | Leonard Flom                | 1927    | —     | Riconoscimento dell'iride                                                                       |                             |
| 2001         | Thomas J. Fogarty           | 1934    | —     | Embolectomia con catetere                                                                       |                             |
| 2010         | Judah Folkman               | 1933    | 2008  | Inibizione dell'angiogenesi                                                                     |                             |
| 1982         | Henry Ford                  | 1863    | 1947  | Catena di montaggio dell'automobile                                                             |                             |
| 1979         | Jay Wright Forrester*       | 1918    | 2016  | Random access memory (RAM)                                                                      |                             |
| 2011         | Eric Fossum                 | 1957    | —     | Sensore a pixel attivi                                                                          |                             |
| 2007         | John E. Franz               | 1929    | —     | Roundup (erbicida)                                                                              |                             |
| 2000         | Alfred Free                 | 1913    | 2000  | Glucosimetro                                                                                    |                             |
| 2000         | Helen Murray Free           | 1923    | —     | Glucosimetro                                                                                    |                             |
| 2009         | Ross Freeman                | 1948    | 1989  | Circuito elettrico con logica tra interconnessioni                                              |                             |
| 2017         | Harold E. Froehlich         | 1922    | 2007  | Batiscafo                                                                                       |                             |
| 2009         | Dov Frohman                 | 1939    | —     | Erasable programmable read only memory array (EPROM)                                            |                             |
| 2010         | Arthur Fry                  | 1931    | —     | Post-it                                                                                         |                             |
| 2008         | Calvin Souther Fuller       | 1902    | 1994  | Cella solare al silicio                                                                         |                             |
| 2006         | Robert Fulton               | 1765    | 1815  | Nave a vapore                                                                                   |                             |
| 2012         | Dennis Gabor*               | 1900    | 1979  | Olografia elettronica                                                                           |                             |
| 2014         | Ashok Gadgil                | 1950    | —     | Potabilizzazione                                                                                |                             |
| 2010         | Émile Gagnan                | 1900    | 1979  | Aqua-lung                                                                                       |                             |
| 2004         | Robert Gallo                | 1937    | —     | Isolamento del virus HIV                                                                        |                             |
| 2017         | Haren S. Gandhi             | 1941    | 2010  | Catalizzatore auto                                                                              |                             |
| 1990         | C. Robin Ganellin           | 1934    | —     | Cimetidina                                                                                      |                             |
| 1996         | Edmund Germer               | 1901    | 1987  | Luce fluorescente                                                                               |                             |
| 2004         | Ivan A. Getting             | 1912    | 2003  | Global Positioning System (GPS)                                                                 |                             |
| 2004         | John Heysham Gibbon         | 1903    | 1973  | Macchina cuore-polmone                                                                          |                             |
| 2007         | King C. Gillette            | 1855    | 1932  | Rasoio di sicurezza                                                                             |                             |
| 1990         | Charles Ginsburg            | 1920    | 1992  | Video tape recording                                                                            |                             |
| 2006         | Joseph Glidden              | 1813    | 1906  | Filo spinato                                                                                    |                             |
| 1979         | Robert H. Goddard           | 1882    | 1945  | Razzo a propellente solido                                                                      |                             |
| 2007         | William Goddard             | 1913    | 1997  | Hard drive e floppy disk                                                                        |                             |
| 2005         | Leopold Godowsky, Jr.       | 1900    | 1983  | Kodachrome                                                                                      |                             |
| 2007         | Peter Carl Goldmark         | 1906    | 1977  | Long playing                                                                                    |                             |
| 2011         | Hannibal Goodwin            | 1822    | 1900  | Nitrocellulosa                                                                                  |                             |
| 1976         | Charles Goodyear            | 1800    | 1860  | Vulcanizzazione della gomma                                                                     |                             |
| 2006         | Robert W. Gore              | 1937    | —     | Gore-Tex                                                                                        |                             |
| 1991         | Gordon Gould                | 1920    | 2005  | Amplificatore laser                                                                             |                             |
| 2006         | Zénobe Gramme               | 1826    | 1901  | Dinamo                                                                                          |                             |
| 2007         | Elisha Gray                 | 1835    | 1901  | Telegrafo e telefono                                                                            |                             |
| 1986         | Wilson Greatbatch           | 1919    | 2011  | Pacemaker                                                                                       |                             |
| 1991         | Leonard Greene              | 1918    | 2006  | Segnalatore di stallo                                                                           |                             |
| 2003         | Leroy Grumman               | 1895    | 1982  | Carrello retrattile, ali retrattili                                                             |                             |
| 2005         | Robert Gundlach             | 1926    | 2010  | Fotocopiatrice                                                                                  |                             |
| 2015         | Jaap Haartsen               | 1963    | —     | Bluetooth                                                                                       |                             |
| 2006         | Fritz Haber                 | 1868    | 1934  | Processo Haber-Bosch                                                                            |                             |
| 1976         | Charles Martin Hall         | 1863    | 1914  | Processo Hall-Héroult                                                                           |                             |
| 2004         | Lloyd Hall                  | 1894    | 1971  | Conservazione del cibo                                                                          |                             |
| 1994         | Robert N. Hall              | 1919    | 2016  | Magnetron                                                                                       |                             |
| 2007         | Thomas Seavey Hall          | 1827    | 1880  | Segnalamento ferroviario                                                                        |                             |
| 2010         | Tracy Hall                  | 1919    | 2008  | Diamante sintetico                                                                              |                             |
| 2006         | Andrew Smith Hallidie       | 1836    | 1900  | Cable car                                                                                       |                             |
| 2014         | Francis E. Hamilton         | 1898    | 1972  | Automatic sequence controlled calculator (Harvard Mark I)                                       |                             |
| 2011         | John Hays Hammond, Jr.      | 1888    | 1965  | Radio control                                                                                   |                             |
| 1991         | William Edward Hanford      | 1908    | 1996  | Poliuretano                                                                                     |                             |
| 2017         | Eli Harari                  | 1945    | —     | Floating-gate EEPROM                                                                            |                             |
| 2010         | Walter Lincoln Hawkins      | 1911    | 1992  | Guaina in polimero per cavi                                                                     |                             |
| 1994         | Elizabeth Lee Hazen         | 1885    | 1975  | Nistatina                                                                                       |                             |
| 2017         | Howard Head                 | 1914    | 1991  | Sci laminati e racchetta tennis maggiorata                                                      |                             |
| 2002         | M. Stephen Heilman          | 1933    | —     | Defibrillatore                                                                                  |                             |
| 2009         | George H. Heilmeier*        | 1936    | 2014  | Cristalli liquidi                                                                               |                             |
| 2011         | Martin Hellman              | 1945    | —     | Crittografia asimmetrica                                                                        |                             |
| 2011         | François Hennebique         | 1842    | 1921  | Calcestruzzo armato                                                                             |                             |
| 2006         | Beulah Louise Henry         | 1887    | 1973  | Congelatore                                                                                     |                             |
| 2011         | Peter Cooper Hewitt         | 1861    | 1921  | Lampada a vapori di mercurio                                                                    |                             |
| 1992         | William Redington Hewlett   | 1913    | 2001  | Segnali audio                                                                                   |                             |
| 2017         | Beatrice Hicks              | 1919    | 1979  | Dispositivo di misura della densità di un gas                                                   |                             |
| 2019         | Andrew Higgins              | 1886    | 1952  | Landing Craft Vehicle Personnel (LCVP)                                                          |                             |
| 1985         | Rene Alphonse Higonnet      | 1902    | 1983  | Fotocomposizione                                                                                |                             |
| 2007         | Maurice Hilleman            | 1919    | 2005  | Vaccino                                                                                         |                             |
| 1980         | James Hillier               | 1915    | 2007  | Microscopio elettronico                                                                         |                             |
| 2006         | Richard March Hoe           | 1812    | 1886  | Stampa rotativa                                                                                 |                             |
| 2009         | Jean Hoerni                 | 1924    | 1997  | Processo planare                                                                                |                             |
| 1996         | Marcian Hoff                | 1937    | —     | Microprocessore                                                                                 |                             |
| 2002         | Felix Hoffmann              | 1868    | 1946  | Aspirina                                                                                        |                             |
| 2001         | J. Paul Hogan               | 1919    | 2012  | Polipropilene e HDPE                                                                            |                             |
| 2007         | John Philip Holland         | 1841    | 1914  | Sottomarino                                                                                     |                             |
| 1990         | Herman Hollerith            | 1860    | 1929  | Machine-readable recording data, scheda perforata, macchina tabulatrice                         |                             |
| 2006         | Alexander Lyman Holley      | 1832    | 1882  | Produzione dell'acciaio                                                                         |                             |
| 2006         | Birdsill Holly              | 1820    | 1894  | Idrante                                                                                         |                             |
| 1991         | Donald F. Holmes            | 1910    | 1980  | Poliuretano                                                                                     |                             |
| 2008         | Nick Holonyak*              | 1928    | —     | LED                                                                                             |                             |
| 2006         | Benjamin Holt               | 1849    | 1920  | Cingolo (trasporti)                                                                             |                             |
| 2018         | Stan Honey                  | 1955    | —     | Score bug nello sport                                                                           |                             |
| 2007         | Leroy Hood                  | 1938    | —     | DNA sequencer                                                                                   | [ collegamento interrotto ] |
| 2008         | Erna Schneider Hoover       | 1926    | —     | Centrale telefonica                                                                             |                             |
| 2009         | Larry J. Hornbeck           | 1943    | —     | Spatial light modulator                                                                         |                             |
| 1990         | Eugene Houdry               | 1892    | 1962  | Catalytic cracking                                                                              |                             |
| 2007         | Godfrey Hounsfield          | 1919    | 2004  | Tomografia computerizzata                                                                       |                             |
| 2004         | Elias Howe                  | 1819    | 1867  | Macchina per cucire                                                                             |                             |
| 2006         | George Hulett               | 1846    | 1923  | Hulett                                                                                          |                             |
| 2014         | Chuck Hull                  | 1939    | —     | Stereolitografia                                                                                |                             |
| 2006         | Walter Hunt                 | 1796    | 1859  | Spilla di sicurezza                                                                             |                             |
| 2006         | John Wesley Hyatt           | 1837    | 1920  | Celluloide                                                                                      |                             |
| 2000         | James Franklin Hyde         | 1903    | 1999  | silice trasparente                                                                              |                             |
| 2006         | Simon Ingersoll             | 1818    | 1894  | Foratrice a vapore                                                                              |                             |
| 2011         | Frederic Eugene Ives        | 1856    | 1937  | Fotografia a colori                                                                             |                             |
| 2013         | Irwin M. Jacobs             | 1933    | —     | Spread spectrum                                                                                 |                             |
| 2016         | Joseph Jacobson             | 1965    | —     | Carta eletronica                                                                                |                             |
| 2006         | Ali Javan                   | 1926    | 2016  | Laser elio-neon                                                                                 |                             |
| 2017         | Allene Jeanes               | 1906    | 1995  | Dextran; Gomma di xantano                                                                       |                             |
| 2005         | Alec Jeffreys               | 1950    | —     | Impronta genetica                                                                               |                             |
| 2011         | Charles Francis Jenkins     | 1867    | 1934  | Proiettore cinematografico                                                                      |                             |
| 2015         | Thomas Jennings             | 1791    | 1859  | Lavasecco                                                                                       |                             |
| 2012         | Steve Jobs                  | 1955    | 2011  | Personal computer, cellulare                                                                    |                             |
| 2008         | Amos E. Joel, Jr.*          | 1918    | 2008  | Switching nei cellulari                                                                         |                             |
| 2008         | Clarence Johnson            | 1910    | 1990  | Postbruciatore                                                                                  |                             |
| 2015         | Kristina M. Johnson         | 1957    | —     | Interferometria                                                                                 |                             |
| 2018         | Warren S. Johnson           | 1847    | 1911  | Controllo temperatura                                                                           |                             |
| 2007         | Frederick McKinley Jones    | 1893    | 1961  | Refrigerazione                                                                                  |                             |
| 2018         | Howard S. Jones             | 1921    | 2005  | Conformal antenna                                                                               |                             |
| 2017         | Marshall Jones              | 1941    | —     | laser industriale                                                                               |                             |
| 2013         | Kenneth Jordan              | 1921    | 2008  | Generatore termoelettrico a radioisotopi                                                        |                             |
| 1990         | Percy Lavon Julian          | 1899    | 1975  | Cortisone                                                                                       |                             |
| 2006         | Bob Kahn                    | 1938    | —     | Internet Protocol (IP)                                                                          |                             |
| 2009         | Dawon Kahng                 | 1931    | 1992  | Campo elettrico semiconduttori, MOSFET transistor                                               |                             |
| 2003         | Charles Kaman               | 1919    | 2011  | Elicotteri                                                                                      |                             |
| 2005         | Dean Kamen                  | 1951    | —     | Pompa per infusione                                                                             |                             |
| 2016         | Sheldon Kaplan              | 1939    | 2009  | Auto-injector                                                                                   |                             |
| 1993         | Donald Keck                 | 1941    | —     | Fibra ottica                                                                                    |                             |
| 2006         | John Harvey Kellogg         | 1852    | 1943  | Kelloggs                                                                                        |                             |
| 2004         | Charles Kelman              | 1930    | 2004  | Chirurgia della cataratta                                                                       |                             |
| 2011         | Clarence Kemp               | c. 1860 | 1911  | Pannello solare termico                                                                         |                             |
| 1980         | Charles F. Kettering        | 1876    | 1958  | Iniezione elettronica                                                                           |                             |
| 2006         | Mary Dixon Kies             | 1752    | 1837  | weaving straw                                                                                   |                             |
| 1982         | Jack Kilby*                 | 1923    | 2005  | Circuito integrato                                                                              |                             |
| 2007         | Albert Kingsbury            | 1863    | 1943  | Cuscinetto a sfere                                                                              |                             |
| 2006         | Dale Kleist                 | 1909    | 1998  | Fibra di vetro                                                                                  |                             |
| 2006         | Margaret E. Knight          | 1838    | 1914  | Macchina per sacchetto di carta                                                                 |                             |
| 2019         | Jeff Kodosky                | 1949    | —     | LabVIEW                                                                                         |                             |
| 1985         | Willem Johan Kolff          | 1911    | 2009  | Cuore artificiale                                                                               |                             |
| 2003         | Paul Kollsman               | 1900    | 1982  | Altimetro                                                                                       |                             |
| 2000         | William Justin Kroll        | 1889    | 1973  | Titanio                                                                                         |                             |
| 2002         | Raymond Kurzweil            | 1948    | —     | Riconoscimento ottico dei caratteri                                                             |                             |
| 1995         | Stephanie Kwolek            | 1923    | 2014  | Kevlar                                                                                          |                             |
| 2002         | Irwin Lachman               | 1930    | —     | Catalizzatore                                                                                   |                             |
| 2014         | Clair Lake                  | 1888    | 1958  | Automatic sequence controlled calculator (Harvard Mark I)                                       |                             |
| 2014         | Hedy Lamarr                 | 1914    | 2000  | Frequency-hopping spread spectrum                                                               |                             |
| 1977         | Edwin H. Land               | 1909    | 1991  | Polaroid                                                                                        |                             |
| 2002         | Alois Langer                | 1945    | —     | Defibrillatore                                                                                  |                             |
| 2006         | Robert S. Langer            | 1948    | —     | Drug delivery                                                                                   |                             |
| 1989         | Irving Langmuir             | 1881    | 1957  | Luce elettrica                                                                                  |                             |
| 2007         | L. L. Langstroth            | 1810    | 1895  | Arnia                                                                                           |                             |
| 2010         | Vincent Lanza               | 1922    | 1972  | Guaina per cavi in polimero                                                                     |                             |
| 2006         | Lewis Howard Latimer        | 1848    | 1928  | Filamento elettrico per lampadine                                                               |                             |
| 2007         | Paul Lauterbur*             | 1929    | 2007  | Magnetic resonance imaging (MRI)                                                                |                             |
| 1982         | Ernest Lawrence             | 1901    | 1958  | Ciclotrone                                                                                      |                             |
| 2016         | Victor Lawrence             | 1945    | —     | Telecomunicazioni                                                                               |                             |
| 1993         | Bill Lear                   | 1902    | 1978  | Stereo8                                                                                         |                             |
| 2013         | Joseph Lechleider           | 1933    | 2015  | Digital subscriber line (DSL)                                                                   |                             |
| 1990         | Robert Ledley               | 1926    | 2012  | Tomografia computerizzata                                                                       |                             |
| 2019         | Joseph Lee                  | 1849    | 1908  | Panificatrice                                                                                   |                             |
| 2017         | Tom Leighton                | 1956    | —     | Content Delivery Network                                                                        |                             |
| 2011         | Henry M. Leland             | 1843    | 1932  | Parti di ricambio per l'auto                                                                    |                             |
| 2017         | Daniel Lewin                | 1970    | 2001  | Content Delivery Network                                                                        |                             |
| 2002         | Ronald M. Lewis             | 1936    | —     | Catalizzatore                                                                                   |                             |
| 2020         | Ming-Jun Li                 | 1959    | —     | Fibra ottica                                                                                    |                             |
| 2017         | Frances Ligler              | 1951    | —     | Portable optical air sensor                                                                     |                             |
| 2020         | Lisa Lindahl                | 1948    | —     | Sports bra                                                                                      |                             |
| 2003         | Edwin Albert Link           | 1904    | 1981  | Link Trainer                                                                                    |                             |
| 2012         | Barbara Liskov              | 1939    | —     | Object-oriented programming                                                                     |                             |
| 2007         | Oliver Lodge                | 1851    | 1940  | Telegrafo senza fili                                                                            |                             |
| 2013         | Alfred Loomis               | 1887    | 1975  | LOng RAnge Navigation (LORAN)                                                                   |                             |
| 2007         | Auguste Lumière             | 1862    | 1954  | Cinematografia                                                                                  |                             |
| 2007         | Louis Lumière               | 1864    | 1948  | Cinematografia                                                                                  |                             |
| 2007         | John Lynott                 | 1921    | 1994  | Hard drive                                                                                      |                             |
| 2015         | Paul B. MacCready           | 1925    | 2007  | Gossamer Condor                                                                                 |                             |
| 2009         | John MacDougall             | 1940    | —     | Impiantazione ionica                                                                            |                             |
| 2011         | Stanley Macomber            | 1887    | 1967  | Open web steel joist                                                                            |                             |
| 1984         | Theodore Harold Maiman      | 1927    | 2007  | Laser                                                                                           |                             |
| 2009         | Ken Manchester              | 1925    | 2014  | Impiantazione ionica                                                                            |                             |
| 2005         | Leopold Mannes              | 1899    | 1964  | Kodachrome                                                                                      |                             |
| 2007         | Peter Mansfield             | 1933    | 2017  | Magnetic resonance imaging (MRI)                                                                |                             |
| 1975         | Guglielmo Marconi*          | 1874    | 1937  | Radio                                                                                           |                             |
| 2011         | Warren Marrison             | 1896    | 1980  | Orologio al quarzo                                                                              |                             |
| 1999         | Homer Martin                | 1910    | 1993  | Catalytic cracking                                                                              |                             |
| 2006         | John Landis Mason           | 1832    | 1902  | Arbanella                                                                                       |                             |
| 2006         | Jan Ernst Matzeliger        | 1852    | 1889  | Fabbricazione scarpe                                                                            |                             |
| 2002         | John Mauchly                | 1907    | 1980  | ENIAC                                                                                           |                             |
| 1993         | Robert D. Maurer            | 1924    | —     | Fibra ottica                                                                                    |                             |
| 2006         | Hiram Stevens Maxim         | 1840    | 1916  | Maxim (mitragliatrice), polvere infume                                                          |                             |
| 2007         | Wilhelm Maybach             | 1846    | 1929  | Carburatore e radiatore                                                                         |                             |
| 1996         | Stanley Mazor               | 1941    | —     | Central processing unit (CPU)                                                                   |                             |
| 1976         | Cyrus McCormick             | 1809    | 1884  | Falciatrice meccanica                                                                           |                             |
| 2001         | Elijah McCoy                | 1844    | 1929  | Lubrificante                                                                                    |                             |
| 2020         | James McEwen                | 1948    | —     | Laccio emostatico automatico                                                                    |                             |
| 2008         | Ray McIntire                | 1918    | 1996  | Styrofoam                                                                                       |                             |
| 2008         | Malcom McLean               | 1913    | 2001  | Container                                                                                       |                             |
| 2008         | Harold McMaster             | 1916    | 2003  | Vetro temperato                                                                                 |                             |
| 2009         | Carver Mead                 | 1934    | —     | Very large scale integration (VLSI)                                                             |                             |
| 1982         | Ottmar Mergenthaler         | 1854    | 1899  | Mergenthaler Linotype Company                                                                   |                             |
| 2011         | Ralph Merkle                | 1952    | —     | Crittografia asimmetrica                                                                        |                             |
| 2007         | Robert Metcalfe*            | 1946    | —     | Ethernet                                                                                        |                             |
| 2011         | Gary K. Michelson           | 1949    | —     | Chirurgia spinale                                                                               |                             |
| 2003         | Thomas Midgley, Jr.         | 1889    | 1944  | Benzina con piombo                                                                              |                             |
| 2007         | Alexander Miles             | 1838    | 1918  | Porte ascensore                                                                                 |                             |
| 2020         | Hinda Miller                | 1950    | —     | Reggiseno sportivo                                                                              |                             |
| 2006         | Lewis Miller                | 1829    | 1899  | Mietitrebbiatrice                                                                               |                             |
| 1993         | Irving Millman              | 1923    | 2012  | Vaccino per epatite B                                                                           |                             |
| 2002         | Michel Mirowski             | 1924    | 1990  | Defibrillatore                                                                                  |                             |
| 2018         | Sumita Mitra                | 1949    | —     | Nanocompositi                                                                                   |                             |
| 1997         | Dennis L. Moeller           | 1950    | —     | Periferiche per computer                                                                        |                             |
| 1999         | Bryan Molloy                | 1939    | 2004  | Prozac                                                                                          |                             |
| 2004         | Luc Montagnier              | 1932    | —     | Isolamento del virus HIV                                                                        |                             |
| 2013         | Robert Moog                 | 1934    | 2005  | Moog synthesizer                                                                                |                             |
| 2009         | Gordon Moore*               | 1929    | —     | Semiconduttori                                                                                  |                             |
| 2005         | Garrett A. Morgan           | 1887    | 1963  | Maschera antigas, semaforo                                                                      |                             |
| 1975         | Samuel Morse                | 1791    | 1872  | Telegrafo                                                                                       |                             |
| 2020         | Mick Mountz                 | 1965    | —     | Robot industriale mobile                                                                        |                             |
| 2002         | Morton Mower                | 1933    | —     | Defibrillatore impiantabile                                                                     |                             |
| 1987         | Andrew J. Moyer             | 1899    | 1959  | Penicillina                                                                                     |                             |
| 1985         | Louis Marius Moyroud        | 1914    | 2010  | Fotografia                                                                                      |                             |
| 2019         | Joseph Muhler               | 1923    | 1996  | Pasta dentifricia al fluoro                                                                     |                             |
| 1998         | Kary Mullis                 | 1944    | 2019  | Polymerase chain reaction (PCR)                                                                 |                             |
| 1999         | Eger V. Murphree            | 1898    | 1962  | Cracking catalitico                                                                             |                             |
| 2008         | William P. Murphy Jr.       | 1923    | —     | Globuli rossi concentrati in sacca                                                              |                             |
| 2011         | Thomas E. Murray            | 1860    | 1929  | Produzione di energia elettrica                                                                 |                             |
| 2011         | Eadweard Muybridge          | 1830    | 1904  | Passo uno                                                                                       |                             |
| 2015         | Shuji Nakamura              | 1954    | —     | LED a luce blu                                                                                  |                             |
| 2019         | William Nebergall           | 1914    | 1978  | Pasta dentifricia con fluoro                                                                    |                             |
| 2011         | Walther Nernst              | 1864    | 1941  | Filamento metallico per lampadina                                                               |                             |
| 2020         | John Nicholson              | 1925    | 1983  | Ibuprofene                                                                                      |                             |
| 1996         | Julius Nieuwland            | 1878    | 1936  | Gomma sintetica                                                                                 |                             |
| 1998         | Alfred Nobel                | 1833    | 1896  | Dinamite                                                                                        |                             |
| 2007         | Arthur Nobile               | 1920    | 2004  | Prednisone                                                                                      |                             |
| 2003         | John Knudsen Northrop       | 1895    | 1981  | Ala volante                                                                                     |                             |
| 2019         | Frederick Novello           | 1916    | 1986  | Diuretici tiazidici                                                                             |                             |
| 1983         | Robert Noyce*               | 1927    | 1990  | Circuito integrato                                                                              |                             |
| 2004         | Bernard M. Oliver           | 1916    | 1995  | Pulse code modulation (PCM)                                                                     |                             |
| 1990         | Ken Olsen                   | 1926    | 2011  | Memoria a nucleo magnetico                                                                      |                             |
| 2007         | Miguel Ondetti              | 1930    | 2004  | Captopril                                                                                       |                             |
| 1988         | Elisha Otis                 | 1811    | 1861  | Freni per ascensori                                                                             |                             |
| 1981         | Nicolaus Otto               | 1832    | 1891  | Ciclo Otto del motore a combustione interna                                                     |                             |
| 2015         | Stanford R. Ovshinsky       | 1922    | 2012  | Accumulatore nichel-metallo idruro                                                              |                             |
| 2007         | Michael Joseph Owens        | 1859    | 1923  | Bottiglia di vetro produzione                                                                   |                             |
| 2006         | Charles Grafton Page        | 1812    | 1868  | Rocchetto di Ruhmkorff                                                                          |                             |
| 2006         | William Painter             | 1838    | 1906  | Tappo                                                                                           |                             |
| 2008         | David Pall                  | 1914    | 2004  | Filtrazione                                                                                     |                             |
| 2006         | Julio Palmaz                | 1945    | —     | Stent                                                                                           |                             |
| 1988         | Louis W. Parker             | 1906    | 1993  | Ricevitore televisore                                                                           |                             |
| 2004         | Bradford Parkinson          | 1935    | —     | Global positioning system (GPS)                                                                 |                             |
| 1993         | John T. Parsons             | 1913    | 2007  | Macchina a controllo numerico                                                                   |                             |
| 1978         | Louis Pasteur               | 1822    | 1895  | Pastorizzazione                                                                                 |                             |
| 2012         | C. Kumar N. Patel*          | 1938    | —     | Laser ad anidride carbonica                                                                     |                             |
| 2005         | Les Paul                    | 1915    | 2009  | Chitarra elettrica                                                                              |                             |
| 2018         | Arogyaswami Paulraj         | 1944    | —     | MIMO                                                                                            |                             |
| 2008         | Gerald Pearson              | 1905    | 1987  | Celle solari                                                                                    |                             |
| 2006         | Lester Allan Pelton         | 1829    | 1908  | Ruota idraulica                                                                                 |                             |
| 2018         | Mary Engle Pennington       | 1872    | 1952  | Conservazione del cibo                                                                          |                             |
| 2016         | Radia Perlman               | 1951    | —     | Network routing e network bridge                                                                |                             |
| 2011         | Henry F. Phillips           | 1890    | 1958  | Vite (meccanica) Phillips                                                                       |                             |
| 2007         | Thomas R. Pickering         | 1831    | 1895  | Velocipede                                                                                      |                             |
| 2003         | John R. Pierce*             | 1910    | 2002  | Telecomunicazioni satellitari                                                                   |                             |
| 2006         | Gregory Goodwin Pincus      | 1903    | 1967  | Pillola anticoncezionale                                                                        |                             |
| 1979         | Charles J. Plank            | 1915    | 1989  | Crancking catalitico                                                                            |                             |
| 1985         | Roy J. Plunkett             | 1910    | 1994  | Teflon (PTFE)                                                                                   |                             |
| 2011         | Valdemar Poulsen            | 1869    | 1942  | Registratore a filo                                                                             |                             |
| 2006         | George Pullman              | 1831    | 1897  | Pullman turistico                                                                               |                             |
| 2011         | Mihajlo Pupin               | 1858    | 1935  | Pupinizzazione                                                                                  |                             |
| 2018         | Jacqueline Quinn            | 1967    | —     | EZVI)                                                                                           |                             |
| 2005         | Jacob Rabinow               | 1910    | 1999  | OCR                                                                                             |                             |
| 2013         | Grote Reber                 | 1911    | 2002  | Radiotelescopio                                                                                 |                             |
| 2006         | Louis Renault               | 1877    | 1944  | Freno a tamburo                                                                                 |                             |
| 2007         | Jesse W. Reno               | 1861    | 1947  | Scala mobile                                                                                    |                             |
| 2019         | Rebecca Richards-Kortum     | 1964    | —     | Diagnostica per immagini                                                                        |                             |
| 2008         | Kenneth Richardson          | 1939    | —     | Fluconazolo                                                                                     |                             |
| 2004         | Norbert Rillieux            | 1806    | 1894  | Zucchero raffinato                                                                              |                             |
| 1994         | Robert H. Rines             | 1922    | 2009  | radar and sonar                                                                                 |                             |
| 2019         | Dennis Ritchie              | 1941    | 2011  | UNIX                                                                                            |                             |
| 2011         | James Ritty                 | 1836    | 1918  | Registratore di cassa                                                                           |                             |
| 2011         | John Ritty                  | 1834    | 1913  | Registratore di cassa                                                                           |                             |
| 2018         | Ronald Rivest               | 1947    | —     | Crittografia RSA                                                                                |                             |
| 2004         | John A. Roebling            | 1806    | 1869  | Sospensione a ponte                                                                             |                             |
| 2007         | John Raphael Rogers         | 1856    | 1934  | Caratteri automatici                                                                            |                             |
| 1994         | Heinrich Rohrer             | 1933    | 2013  | Microscopio a effetto tunnel                                                                    |                             |
| 2012         | Lubomyr Romankiw            | 1931    | —     | Tecnologia thin film                                                                            |                             |
| 2003         | Harold Rosen                | 1926    | 2017  | Comunicazioni satellitari geostazionarie                                                        |                             |
| 1979         | Edward J. Rosinski          | 1921    | 2000  | Cracking catalitico                                                                             |                             |
| 1992         | Benjamin Rubin              | 1917    | 2010  | Ago per vaccinazione                                                                            |                             |
| 2011         | Wallace Clement Sabine      | 1868    | 1919  | Acustica                                                                                        |                             |
| 2017         | Augustine Sackett           | 1841    | 1914  | Cartongesso                                                                                     |                             |
| 2013         | Aran Safir                  | 1926    | 2007  | Riconoscimento dell'iride                                                                       |                             |
| 1980         | Lewis Hastings Sarett       | 1917    | 1999  | Cortisone                                                                                       |                             |
| 2011         | Steven Sasson               | 1950    | —     | Fotocamera digitale                                                                             |                             |
| 2006         | Joseph Saxton               | 1799    | 1873  | Strumenti di misura                                                                             |                             |
| 1996         | Arthur Leonard Schawlow     | 1921    | 1999  | Laser                                                                                           |                             |
| 1999         | Klaus Schmiegel             | 1939    | —     | Prozac                                                                                          |                             |
| 1993         | Peter C. Schultz            | 1942    | —     | Fibra ottica                                                                                    |                             |
| 2019         | Edmund O. Schweitzer III    | 1947    | —     | Digital protective relay                                                                        |                             |
| 2005         | Glenn T. Seaborg            | 1912    | 1999  | Plutonio                                                                                        |                             |
| 2007         | Charles Seeberger           | 1857    | 1931  | Scala mobile                                                                                    |                             |
| 1995         | Robert J. Seiwald           | 1925    | —     | Isotiocianati                                                                                   |                             |
| 2007         | William Sellers             | 1824    | 1905  | Macchine utensili                                                                               |                             |
| 1995         | Waldo Semon                 | 1898    | 1999  | Polivinilcloride                                                                                |                             |
| 1999         | Gerhard M. Sessler          | 1931    | —     | Microfono Electret                                                                              |                             |
| 2018         | Adi Shamir                  | 1952    | —     | Crittografia asimmetrica                                                                        |                             |
| 2004         | Claude Shannon*             | 1916    | 2001  | Pulse code modulation (PCM)                                                                     |                             |
| 2015         | Gary D. Sharp               | 1962    | —     | Interferometria                                                                                 |                             |
| 1995         | John C. Sheehan             | 1915    | 1992  | Penicillina                                                                                     |                             |
| 2001         | Patsy O'Connell Sherman     | 1930    | 2008  | Scotch                                                                                          |                             |
| 2018         | Joseph Shivers              | 1920    | 2014  | LYCRA (Spandex)                                                                                 |                             |
| 1974         | William Shockley            | 1910    | 1989  | Transistor                                                                                      |                             |
| 2001         | Christopher Latham Sholes   | 1819    | 1890  | Macchina per scrivere                                                                           |                             |
| 2007         | Frederick Ellsworth Sickels | 1819    | 1895  | Valvole per motori a vapore                                                                     |                             |
| 1987         | Igor Sikorsky               | 1889    | 1972  | Elicottero                                                                                      |                             |
| 2016         | John Silliker               | 1922    | 2015  | Microbiologia del cibo                                                                          |                             |
| 2011         | Bernard Silver              | 1924    | 1963  | Codice a barre                                                                                  |                             |
| 2010         | Spencer Silver              | 1941    | —     | Post-it                                                                                         |                             |
| 2020         | Edward Sisler               | 1930    | 2016  | 1-Metilciclopropene (1-MCP)                                                                     |                             |
| 2007         | Samuel Slater               | 1768    | 1835  | Lavorazione del cotone                                                                          |                             |
| 2006         | Games Slayter               | 1896    | 1964  | Fibra di vetro                                                                                  |                             |
| 2013         | H. Gene Slottow             | 1921    | 1989  | Display al plasma                                                                               |                             |
| 2020         | Floyd Smith                 | 1884    | 1956  | Paracadute                                                                                      |                             |
| 2006         | George E. Smith             | 1930    | —     | CCD                                                                                             |                             |
| 2020         | Polly Smith                 | 1949    | —     | Reggiseno sportivo                                                                              |                             |
| 2001         | Samuel Smith                | 1927    | 2005  | Scotch                                                                                          |                             |
| 2006         | James M. Spangler           | 1848    | 1915  | Aspirapolvere portatile                                                                         |                             |
| 2016         | William Sparks              | 1905    | 1976  | Gomma butilica                                                                                  |                             |
| 1999         | Percy Spencer               | 1894    | 1970  | Magnetron                                                                                       |                             |
| 1991         | Elmer Ambrose Sperry        | 1860    | 1930  | Giroscopio                                                                                      |                             |
| 2006         | Frank J. Sprague            | 1857    | 1934  | Auto elettrica                                                                                  |                             |
| 2019         | James Sprague               | 1909    | 2000  | Diuretici                                                                                       |                             |
| 2002         | Rangaswamy Srinivasan       | 1929    | —     | LASIK                                                                                           |                             |
| 1995         | William Stanley, Jr.        | 1858    | 1916  | Bobine induttive                                                                                |                             |
| 2012         | Gary Starkweather           | 1938    | 2019  | Stampante laser                                                                                 |                             |
| 1977         | Charles Steinmetz           | 1865    | 1923  | Corrente alternata                                                                              |                             |
| 2005         | Leo Sternbach               | 1908    | 2005  | Benzodiazepine                                                                                  |                             |
| 2006         | John Stevens                | 1749    | 1838  | Macchina a vapore                                                                               |                             |
| 2008         | Louis Stevens               | 1925    | 2009  | Memoria a disco magnetico                                                                       |                             |
| 1983         | George Stibitz              | 1904    | 1995  | Digital computer                                                                                |                             |
| 2010         | S. Donald Stookey           | 1915    | 2014  | Vetroceramica                                                                                   |                             |
| 2016         | Harriet Strong              | 1844    | 1926  | Conservazione dell'acqua                                                                        |                             |
| 2010         | Herbert M. Strong           | 1908    | 2002  | Diamante sintetico                                                                              |                             |
| 2006         | Almon Brown Strowger        | 1839    | 1902  | Telefonia                                                                                       |                             |
| 2011         | Eugene Sullivan             | 1872    | 1962  | Vetro borosilicato                                                                              |                             |
| 2006         | Gideon Sundbäck             | 1880    | 1954  | Zipper                                                                                          |                             |
| 2016         | Ivan Sutherland             | 1938    | —     | Sketchpad                                                                                       |                             |
| 2006         | Ambrose Swasey              | 1846    | 1937  | Telescopia                                                                                      |                             |
| 1996         | Leó Szilárd                 | 1898    | 1964  | Reattore nucleare                                                                               |                             |
| 1986         | Donalee L. Tabern           | 1900    | 1974  | Pentothal                                                                                       |                             |
| 2006         | Charles Sumner Tainter      | 1854    | 1940  | Elettroacustica                                                                                 |                             |
| 2011         | Esther Sans Takeuchi        | 1953    | —     | Lithium/silver-vanadium oxide battery                                                           |                             |
| 2020         | Pushkar Tandon              | 1967    | —     | Fibra ottica                                                                                    |                             |
| 2018         | Ching W. Tang               | 1947    | —     | OLED                                                                                            |                             |
| 2016         | Welton Taylor               | 1919    | 2012  | Microbiologia                                                                                   |                             |
| 2009         | Gordon Kidd Teal*           | 1907    | 2003  | Transistor                                                                                      |                             |
| 2012         | Mária Telkes*               | 1900    | 1995  | Pannello solare riscaldante                                                                     |                             |
| 2018         | Paul Terasaki               | 1929    | 2016  | Ingegneria tissutale                                                                            |                             |
| 2007         | Eli Terry                   | 1772    | 1852  | Orologeria                                                                                      |                             |
| 1975         | Nikola Tesla                | 1856    | 1943  | Elettrotecnica                                                                                  |                             |
| 2006         | John H. Thomas              | 1907    | 1991  | Fibra di vetro                                                                                  |                             |
| 2016         | Robert M. Thomas            | 1908    | 1984  | Gomma butilica                                                                                  |                             |
| 2012         | David A. Thompson           | 1940    | —     | Tecnologia thin film                                                                            |                             |
| 2019         | Ken Thompson                | 1943    | —     | UNIX                                                                                            |                             |
| 2006         | Elihu Thomson               | 1853    | 1937  | Lampada ad arco                                                                                 |                             |
| 2007         | Louis Comfort Tiffany       | 1848    | 1933  | Vetro al piombo                                                                                 |                             |
| 1998         | Henry Timken                | 1831    | 1909  | Cuscinetti a sfere                                                                              |                             |
| 1982         | Max Tishler                 | 1906    | 1989  | Vitamine sisntetiche                                                                            |                             |
| 1976         | Charles Hard Townes*        | 1915    | 2015  | Laser                                                                                           |                             |
| 2019         | James Truchard              | 1943    | —     | LabVIEW                                                                                         |                             |
| 1999         | Charlie Tyson               | 1905    | 1977  | Cracking catalitico                                                                             |                             |
| 2006         | William E. Upjohn           | 1853    | 1932  | Pillola                                                                                         |                             |
| 2007         | Theophilus Van Kannel       | 1841    | 1919  | Porta girevole                                                                                  |                             |
| 2018         | Steven Van Slyke            | 1956    | —     | OLED                                                                                            |                             |
| 2013         | Andrew Viterbi              | 1935    | —     | Spread spectrum                                                                                 |                             |
| 1986         | Ernest H. Volwiler          | 1893    | 1992  | Pentothal                                                                                       |                             |
| 2003         | Theodore von Kármán         | 1881    | 1963  | Turbojet                                                                                        |                             |
| 2003         | Hans von Ohain              | 1911    | 1998  | Turbojet                                                                                        |                             |
| 2011         | Carl Auer von Welsbach      | 1858    | 1929  | Luce a gas                                                                                      |                             |
| 2019         | David Wait                  | 1953    | —     | Microarray                                                                                      |                             |
| 2005         | Selman Waksman              | 1888    | 1973  | Streptomicina                                                                                   |                             |
| 1988         | An Wang                     | 1920    | 1990  | Magnetic core memory                                                                            |                             |
| 2009         | Frank Wanlass               | 1933    | 2010  | Effetto di campo nei semiconduttori                                                             |                             |
| 2019         | William J. Warner           | 1955    | —     | Montaggio video digitale                                                                        |                             |
| 2006         | Lewis Waterman              | 1837    | 1901  | Penna stilografica                                                                              |                             |
| 2011         | Thomas A. Watson            | 1854    | 1934  | Telefonia                                                                                       |                             |
| 2010         | Robert H. Wentorf, Jr.      | 1926    | 1997  | Diamante sintetico                                                                              |                             |
| 1999         | James Edward Maceo West     | 1931    | —     | Microfono Electret                                                                              |                             |
| 1989         | George Westinghouse         | 1846    | 1914  | Freno pneumatico (WABCO)                                                                        |                             |
| 2006         | Edward Weston               | 1850    | 1936  | Voltmetro portatile                                                                             |                             |
| 2007         | Squire Whipple              | 1804    | 1888  | Ponti in acciaio                                                                                |                             |
| 2003         | Richard T. Whitcomb         | 1921    | 2009  | Ala supercritica                                                                                |                             |
| 2011         | Rollin H. White             | 1872    | 1962  | Flash boiler                                                                                    |                             |
| 2014         | Willis Whitfield            | 1919    | 2012  | Camera bianca                                                                                   |                             |
| 1974         | Eli Whitney                 | 1765    | 1825  | Lavorazione del cotone                                                                          |                             |
| 2003         | Frank Whittle               | 1907    | 1996  | Propulsione aerea a reazione                                                                    |                             |
| 2007         | Otto Wichterle              | 1913    | 1998  | Lenti a contatto morbide                                                                        |                             |
| 2009         | Bob Widlar                  | 1937    | 1991  | Microelettronica                                                                                |                             |
| 1997         | Stephen Wilcox              | 1830    | 1893  | Caldaia a tubi d'acqua                                                                          |                             |
| 1991         | Robert R. Williams          | 1886    | 1965  | Sintesi delle vitamine                                                                          |                             |
| 2003         | Sam B. Williams             | 1921    | 2009  | Propulsione aerea a reazione                                                                    |                             |
| 2013         | Robert Willson              | 1936    | —     | Display al plasma                                                                               |                             |
| 2010         | Field H. Winslow            | 1916    | 2009  | Cavi                                                                                            |                             |
| 2006         | Alexander Winton            | 1860    | 1932  | Automobili e biciclette                                                                         |                             |
| 2011         | Norman Joseph Woodland      | 1921    | 2012  | Codice a barre                                                                                  |                             |
| 2006         | Granville Woods             | 1856    | 1910  | Ferrovie e telegrafo                                                                            |                             |
| 2000         | Steve Wozniak               | 1950    | —     | Personal computer                                                                               |                             |
| 1975         | Orville Wright              | 1871    | 1948  | Aeroplano                                                                                       |                             |
| 1975         | Wilbur Wright               | 1867    | 1912  | Aeroplano                                                                                       |                             |
| 2020         | Margaret Wu                 | 1950    | —     | Lubrificanti                                                                                    |                             |
| 2020         | Peter Wurman                | 1965    | —     | Robot industriale                                                                               |                             |
| 2002         | James J. Wynne              | 1943    | —     | LASIK                                                                                           |                             |
| 2006         | Linus Yale, Jr.             | 1821    | 1868  | Cilindro (serratura)                                                                            |                             |
| 2015         | Ioannis Yannas              | 1935    | —     | Pelle artificiale                                                                               |                             |
| 2012         | Alejandro Zaffaroni         | 1923    | 2014  | Farmacologia                                                                                    |                             |
| 2007         | Frank Zamboni               | 1901    | 1988  | Rolba                                                                                           |                             |
| 2006         | Ferdinand von Zeppelin      | 1838    | 1917  | Dirigibile                                                                                      |                             |
| 1977         | Vladimir K. Zworykin*       | 1888    | 1982  | Tubo a raggi catodici                                                                           |                             |
| 2020         | Frank Zybach                | 1894    | 1980  | Irrigazione a perno centrale                                                                    |                             |